# Hypanthidium divaricatum
Hypanthidium divaricatum är en biart som först beskrevs av Smith 1854.  Hypanthidium divaricatum ingår i släktet Hypanthidium och familjen buksamlarbin. Inga underarter finns listade i Catalogue of Life.